# Mansfield (Anglaterra)
Mansfield és un poble del districte de Mansfield, Nottinghamshire, Anglaterra. Té una població de 80.591 habitants i districte de 107.435. Al Domesday Book (1086) està escrit amb la forma Mamesfeld/Memmesfed.